# Acochlidiidae
Famille
Les Acochlidiidae sont une famille de mollusques gastéropodes marins opisthobranches.
Ce sont des organismes benthiques fouisseurs de petite taille. Leur pied a une forme anguleuse dans sa partie antérieure.

## Liste des genres
Selon World Register of Marine Species (17 mars  2017) :
- Acochlidium Strubell, 1892
- Palliohedyle Rankin, 1979
- Strubellia Odhner, 1937